# Listă de filme de animație chinezești
Aceasta este o listă de filme de animație chinezești produse în China, Hong Kong și Taiwan prezentate cronologic și apoi în ordine alfabetică.

## Anii 1920
| Titlu în engleză               | Titlu alternativ în engleză | An   | Titlu în chineză |
| ------------------------------ | --------------------------- | ---- | ---------------- |
| Shuzhendong Chinese Typewriter |                             | 1922 | 舒振東華文打字機 |
| Dog Treat                      |                             | 1924 | 狗請客           |
| New An                         |                             | 1924 | 過年             |

## Anii 1930
| Titlu în engleză  | Titlu alternativ în engleză | An   | Titlu în chineză |
| ----------------- | --------------------------- | ---- | ---------------- |
| The Camel's Dance |                             | 1935 | 駱駝獻舞         |

## Anii 1940
| Titlu în engleză      | Titlu alternativ în engleză | An   | Titlu în chineză |
| --------------------- | --------------------------- | ---- | ---------------- |
| Princess Iron Fan     |                             | 1941 | 鐵扇公主         |
| Emperor's Dream       |                             | 1947 | 皇帝夢           |
| Go After an Easy Prey | Turtle Caught in a Jar      | 1948 | 甕中捉鱉         |

## Anii 1950
| Titlu în engleză             | Titlu alternativ în engleză | An         | Titlu în chineză |
| ---------------------------- | --------------------------- | ---------- | ---------------- |
|                              |                             | 1952       | 小貓釣魚         |
| Little Hero                  |                             | 1953       | 小小英雄         |
| Pigsy Eats Watermelon        |                             | 1958       | 豬八戒吃西瓜     |
| Magic Brush                  | Magical Pen                 | 1954, 1955 | 神筆             |
| The Dream of Xiao Mei        |                             | 1954       | 小梅的夢         |
| The Proud General            | The Conceited General       | 1956       | 驕傲的將軍       |
| Why is the Crow Black-Coated |                             | 1956       | 烏鴉為甚麼是黑的 |
|                              |                             | 1956       | 機智的山羊       |
|                              |                             | 1956       | 驕傲的將軍       |
|                              |                             | 1958       | 過猴山           |
|                              |                             | 1958       | 小鯉魚跳龍門     |
|                              |                             | 1958       | 木頭姑娘         |
| Chuang Tapestry              | Chwang Tapestry             | 1959       | 一幅僮錦         |
| Fishing Child                | Fisher Boy                  | 1959       | 漁童             |
| The Radish Comes Back        |                             | 1959       | 蘿蔔回來了       |
|                              |                             | 1959       | 蜜蜂與蚯蚓       |
| Cricket Fighting by Ji Gong  |                             | 1959       | 濟公鬥蟋蟀       |
| Inscription of Dragons       |                             | 1959       | 彫龍記           |

## Anii 1960
| Titlu în engleză           | Titlu alternativ în engleză    | An         | Titlu în chineză |
| -------------------------- | ------------------------------ | ---------- | ---------------- |
| A Clever Duckling          |                                | 1960       | 聰明的鴨子       |
| Where is Momma?            | Little Tadpole Looks for Mamma | 1960       | 小蝌蚪找媽媽     |
|                            |                                | 1960       | 小燕子           |
| Havoc in Heaven            | Uproar in Heaven               | 1961, 1964 | 大鬧天宮         |
| Ginseng Baby               |                                | 1961       | 人蔘娃娃         |
|                            |                                | 1961       | 誰的本領大       |
|                            |                                | 1962       | 絲腰帶           |
|                            |                                | 1962       | 等明天           |
|                            |                                | 1962       | 小溪流           |
| Scatterbrain and Crosspath | Scatterbrain and Crosspatch    | 1962       | 沒頭腦和不高興   |
| Peacock Princess           |                                | 1963       | 孔雀公主         |
| Golden Conch               |                                | 1963       | 金色的海螺       |
| The Cowherd's Flute        | The Buffalo Boy and his Flute  | 1963       | 牧笛             |
|                            |                                | 1963       | 半夜雞叫         |
|                            |                                | 1964       | 差不多           |
|                            |                                | 1964       | 湖上歌舞         |
|                            |                                | 1964       | 紅軍橋           |
| Campo Hero Sister          |                                | 1965       | 草原英雄小姐妹   |
|                            |                                | 1965       | 我們愛農村       |
|                            |                                | 1965       | 畫像             |

## Anii 1970
| Titlu în engleză                  | Titlu alternativ în engleză | An   | Titlu în chineză |
| --------------------------------- | --------------------------- | ---- | ---------------- |
|                                   |                             | 1972 | 放學以後         |
| Little 8th Route Army             |                             | 1973 | 小八路           |
| Little Sentinel of East China Sea |                             | 1973 | 東海小哨兵       |
| Little Trumpeter                  |                             | 1973 | 小號手           |
|                                   |                             | 1975 | 大櫓的故事       |
|                                   |                             | 1975 | 渡口             |
|                                   |                             | 1976 | 試航             |
|                                   |                             | 1976 | 金色的大雁       |
|                                   |                             | 1976 | 長在屋裡的竹筍   |
| One Night in an Art Gallery       |                             | 1978 |                  |
| The Fox and the Hunter            | The Hunter Hunted           | 1978 | 狐狸打獵人       |
|                                   |                             | 1978 | 兩隻小孔雀       |
|                                   |                             | 1978 | 愚人買鞋         |
| Nezha Conquers the Dragon King    | Nezha Fights the Sea        | 1979 | 哪吒鬧海         |
|                                   |                             | 1979 | 喵嗚是誰叫的     |
|                                   |                             | 1979 | 好貓咪咪         |
|                                   |                             | 1979 | 母雞搬家         |

## Anii 1980
| Titlu în engleză                         | Titlu alternativ în engleză                  | An             | Titlu în chineză       |
| ---------------------------------------- | -------------------------------------------- | -------------- | ---------------------- |
| Duckling Yaya                            |                                              | 1980           | 《小鴨呷呷》           |
| My Dolphin Friends                       |                                              | 1980           | 《我的朋友小海豚》     |
| Snow Kid                                 | Snow Child                                   | 1980           | 《雪孩子》             |
| Three Monks                              |                                              | 1980           | 《三个和尚》           |
| Three Wolves                             |                                              | 1980           | 《三隻狼》             |
| The Wolf's Banquet                       |                                              | 1980           | 《丁丁戰猴王》         |
|                                          |                                              | 1980           | 《老狼请客》           |
|                                          |                                              | 1980           | 《張飛審瓜》           |
|                                          |                                              | 1980           | 《娇娇的奇遇》         |
| Colour Old Master Q                      |                                              | 1981           | 《老夫子》             |
| The Sage of Mount Lao                    | The Taoist Priest of Laoshan                 | 1981           | 《嶗山道士》           |
| The Nine-Color Deer                      |                                              | 1981           | 《九色鹿》             |
| Reed Pipe                                | Mr. Nan Guo, Nanguo the Musician             | 1981           | 《南郭先生》           |
| Story of Effendi                         | Avanti                                       | 1981 - 1988    | 《阿凡提的故事》       |
| Monkeys Fishing on the Moon              | Monkeys Chasing the Moon                     | 1981           | 《猴子撈月》           |
| Ginseng Fruit                            | The Monkey King and the Fruit of Immortality | 1981           | 《人參果》             |
|                                          |                                              | 1981           | 《咕咚來了》           |
|                                          |                                              | 1981           | 《善良的夏吾冬》       |
|                                          |                                              | 1981           | 《摔香爐》             |
|                                          |                                              | 1981           | 《真假李逵》           |
|                                          |                                              | 1981           | 《蛐蛐》               |
| The Deer's Bell                          | Lu Ling                                      | 1982           | 《鹿鈴》               |
| Old Master Q Water Tiger                 |                                              | 1982           | 《老夫子水虎傳》       |
| The Naughty                              |                                              | 1982           | 《淘氣的金絲猴》       |
|                                          |                                              | 1982           | 《假如我是武松》       |
|                                          |                                              | 1982           | 《小熊貓學木匠》       |
|                                          |                                              | 1982           | 《小紅臉和小藍臉》     |
|                                          |                                              | 1982           | 《抬驢》               |
|                                          |                                              | 1982           | 《狐狸送葡萄》         |
|                                          |                                              | 1982           | 《瓷娃娃》             |
| Fox and the Bear                         |                                              | 1983           |                        |
| Old Master Q                             |                                              | 1983           | 《老夫子》             |
| Passing the Bridge                       |                                              | 1983           | 《過橋》               |
| The Butterfly Spring                     |                                              | 1983           | 《蝴蝶泉》             |
| The Fight Between the Snipe and the Clam | The Snipe and the Oyster                     | 1983           | 《鷸蚌相爭》           |
| Legend of Sealed Book                    | Secrets of the Heavenly Book                 | 1983           | 《天書奇譚》           |
|                                          |                                              | 1983           | 《老豬選貓》           |
| The Mouse Marries                        | The Mouse and His Bride                      | 1983           | 《老鼠嫁女》           |
|                                          |                                              | 1983           | 《長了腿的芒果》       |
| Black Cat Detective                      | Marshall the Black Cat                       | 1984           | 《黑貓警長》           |
| Happy Numbers                            |                                              | 1984           |                        |
| Monkey King Conquers the Demon           | The Monkey King and the Skeleton Ghost       | 1984 - 1985    | 《金猴降妖》           |
| Wandering of Sanmao                      |                                              | 1984           | 《三毛流浪記》         |
| 36 Characters                            |                                              | 1984           | 《三十六個字》         |
| Fire Child                               |                                              | 1984           | 《火童》               |
| Crocodile, Witch and the little Girl     |                                              | 1985           | 《巫婆、鱷魚、小姑娘》 |
|                                          |                                              | 1984           | 《西嶽奇童》           |
|                                          |                                              | 1985           | 《女媧補天》           |
| Strawman                                 |                                              | 1985           | 《草人》               |
|                                          |                                              | 1985           | 《夾子救鹿》           |
|                                          |                                              | 1985           | 《水鹿》               |
|                                          |                                              | 1985           | 《網》                 |
| New Doorbell                             |                                              | 1986           | 《新装的门铃》         |
| The Adventures of Sloppy King            |                                              | 1986 - 1987    | 《邋遢大王奇遇記》     |
| Super Soap                               |                                              | 1986           | 《超级肥皂》           |
|                                          |                                              | 1986           | 《大掃除》             |
| Calabash Brothers                        | Hulu Brothers                                | 1987           | 《葫芦娃》             |
| The Emperor Selects a Beauty             |                                              | 1987           | 《选美记》             |
|                                          |                                              | 1987           | 《不怕冷的大衣》       |
|                                          |                                              | 1987           | 《擒魔傳》             |
|                                          |                                              | 1987           | 《長大尾巴的兔子》     |
| Little Pig                               |                                              | 1988           | 《孤獨的小豬》         |
| Real Effendi                             |                                              | 1988           | 《真假阿凡提》         |
| A Story in Summertime                    | Mantis Stalks Cicada                         | 1988           | 《螳螂捕蟬》           |
| Feeling from Mountain and Water          | Mountains and Rivers                         | 1988           | 《山水情》             |
| Fushanosha                               |                                              | 1988           | 《不射之射》           |
| Eight Immortals Crossing the Sea         |                                              | 1988           | 《八仙與跳蚤》         |
|                                          |                                              | 1988           | 《強者上鉤》           |
| Fish Dish                                |                                              | 1988           | 《魚盤》               |
| Reineke Fuchs                            | Reynard the Fox                              | 1989           | 《狐狸列那》           |
| Calabash Brothers                        | 1989 - 1990                                  | 《葫蘆小金剛》 |                        |
|                                          |                                              | 1989 - 1992    | 《舒克和貝塔》         |
|                                          |                                              | 1989           | 《牛冤》               |
|                                          |                                              | 1989 - 1990    | 《奇異的蒙古馬》       |
|                                          |                                              | 1989           | 《獨木橋》             |

## Anii 1990
| Titlu în engleză                               | Titlu alternativ în engleză | An               | Titlu în chineză             |
| ---------------------------------------------- | --------------------------- | ---------------- | ---------------------------- |
| Deer and Buffalo                               | Deer and Bull               | 1990             | 鹿與牛                       |
|                                                |                             | 1990             |                              |
|                                                |                             | 1990             | 一半兒                       |
|                                                |                             | 1990             | 森林小鳥和我                 |
|                                                |                             | 1990             | 舒克和貝塔                   |
|                                                |                             | 1991             | 醫生與皇帝                   |
|                                                |                             | 1991             | 抬驢                         |
|                                                |                             | 1991             | 眉間尺                       |
| Goose: the video                               |                             | 1991             | 雁陣                         |
| Music Island                                   |                             | 1992             |                              |
| Princess Lotus                                 |                             | 1992             | 蓮花公主                     |
|                                                |                             | 1992             | 十二隻蚊子和五個人           |
|                                                |                             | 1992             | 麻雀選大王                   |
|                                                |                             | 1992 - 1993      | 特別車隊                     |
|                                                |                             | 1992             | 舒克和貝塔——第十二集羅丘遇難 |
|                                                |                             | 1992             | 誰怕誰                       |
|                                                |                             | 1992             | 誰是冠軍                     |
|                                                |                             | 1992             | 舒克和貝塔——第十三集人鼠之戰 |
|                                                |                             | 1992             | 舒克和貝塔——第十一集秘密武器 |
|                                                |                             | 1992             | 橋下拾履                     |
|                                                |                             | 1992             | 小黃鼠狼的故事               |
|                                                |                             | 1992             | 古書新說                     |
|                                                |                             | 1992             | 怪老頭兒                     |
|                                                |                             | 1992             | 怪老頭兒 爸爸就是爸爸        |
|                                                |                             | 1992             | 怪老頭兒 鼻子                |
|                                                |                             | 1992             | 怪老頭兒 我的代表            |
|                                                |                             | 1992             | 大氣球                       |
|                                                |                             | 1992             | 春天裡的小田鼠               |
|                                                |                             | 1992             | 狐狸分餅                     |
| Cat and Rat                                    |                             | 1992             | 貓與鼠                       |
|                                                |                             | 1992             | 漠風                         |
|                                                |                             | 1992             | 魔方大廈第四集蜻蜓飛行團     |
|                                                |                             | 1992             | 魔方大廈第五集三探櫻桃塔     |
| Deer Girl                                      |                             | 1993             | 鹿女                         |
| Pistachio Nuts                                 |                             | 1993             | 開心果                       |
|                                                |                             | 1993             | 葫蘆小金剛                   |
|                                                |                             | 1993             | 魔方大廈第九集科洛城         |
|                                                |                             | 1993             | 魔方大廈第八集頭盔城         |
|                                                |                             | 1993             | 紅鼻子第一集比吃公開賽       |
|                                                |                             | 1993             | 隱身探長第一集夢幻花         |
|                                                |                             | 1993             | 小和尚第一集游方僧           |
|                                                |                             | 1993             | 小黃鼬的故事                 |
|                                                |                             | 1993             | 十二生肖第二集機靈鼠         |
|                                                |                             | 1993             | 十二生肖第三集大力牛         |
|                                                |                             | 1993             | 十二生肖第四集               |
|                                                |                             | 1993             | 十二生肖第一集闖妖洞         |
| Kid Monkey and Kid Pigsy                       |                             | 1994             |                              |
|                                                |                             | 1994             | 隱身探長第二集恐龍蛋         |
|                                                |                             | 1994             | 珍珠泉                       |
|                                                |                             | 1994             | 紅鼻子第二集菜譜惹麻煩       |
|                                                |                             | 1994             | 胡僧                         |
|                                                |                             | 1994             | 魔方大廈第十集黑蟬樂隊       |
|                                                |                             | 1994             | 哭鼻子大王                   |
| Cyber Weapon Z                                 |                             | 1995             | 超神Z                        |
| Little Heroes                                  | Young Heroes                | 1995 - 1996      | 自古英雄出少年               |
| The Blue Mouse and the Big Faced Cat           |                             | 1995             | 藍皮鼠和大臉貓               |
|                                                |                             | 1995             | 十二生肖第八集雪白馬         |
| Journey to the Fantasy World                   |                             | 1996             | 西遊漫記                     |
|                                                |                             | 1996             | 神馬與腰刀                   |
| Sun Moon Lake                                  |                             | 1996             | 日月潭                       |
| Jingjing the Panda                             |                             | 1996             | 熊貓京京                     |
| Little God of Confusion                        |                             | 1997             |                              |
| Kingdom of Ginseng                             |                             | 1997             | 人參王國                     |
|                                                |                             | 1997             | 神笛                         |
|                                                |                             | 1997             | 妖樹與松鼠                   |
| A Chinese Ghost Story: The Tsui Hark Animation | Xiao Qian                   | 1997             | 小倩                         |
| Big Head Son and Small Head Dad                |                             | 1997, 2001       | 大頭兒子和小頭爸爸           |
| Kerabans phantastische Reise                   | Kerabans Fantastic Journey  | 1997             |                              |
|                                                |                             | 1997             | 傻鴨子歐巴兒                 |
|                                                |                             | 1997             | l的旅程                      |
|                                                |                             | 1997             | 開心街                       |
|                                                |                             | 1997             | 月亮街                       |
|                                                |                             | 1998             | 阿笨貓                       |
|                                                |                             | 1998             | 小糊塗神                     |
| Dragon Guardian                                |                             | 1998             |                              |
| Korla Pear                                     |                             | 1998             | 庫爾勒香梨                   |
| Little Grey Bean                               |                             | 1998             |                              |
| Piggy Heng-Heng                                |                             | 1998             |                              |
| Reise um die Erde in 80 Tagen                  | Around the World in 80 days | 1998             | 八十天環遊地球               |
| Snow Fox                                       |                             | 1998             | 雪狐                         |
| Spoony Cat                                     |                             | 1998             |                              |
| The Girl and The Monster                       |                             | 1998             | 潑水節                       |
| Toys Family                                    |                             | 1998             |                              |
| Torch Festival                                 |                             | 1998             | 火把節                       |
|                                                |                             | 1998             | 學問貓教漢字                 |
|                                                |                             | 1998             | 怎麼來的                     |
| Haier Brothers                                 |                             | 1998             | 海爾兄弟                     |
|                                                |                             | 1998             | 紅石峰                       |
| 3000 Whys of Blue Cat                          |                             | 1999             | 藍貓淘氣3000問               |
| Animated Karoke                                |                             | 1999, 2000, 2002 |                              |
| Jay-Jay Bear and Di-Di Bird                    |                             | 1999             |                              |
| Legends of Monkey King                         |                             | 1999             | 西遊記                       |
| Lotus Lantern                                  |                             | 1999             | 寶蓮燈                       |
| Reise zum Mond, Die                            |                             | 1999             |                              |
| The Little God and Little Fairy                |                             | 1999             |                              |
| The Space Police                               |                             | 1999             |                              |
| Trip on the Moon                               |                             | 1999             | 登月之旅                     |
| Wonder Boy                                     |                             | 1999             | 霹靂貝貝                     |
|                                                |                             | 1999             | 熊貓小貝                     |
|                                                |                             | 1999             | 的篤小和尚                   |

## Anii 2000
| Titlu în engleză                               | Titlu alternativ în engleză | An         | Titlu în chineză      |
| ---------------------------------------------- | --------------------------- | ---------- | --------------------- |
| Adventure of Kitty Bei                         |                             | 2000       |                       |
| Feifei's Jobs                                  |                             | 2000       |                       |
| Magic Umbrella                                 |                             | 2000       | 可可的魔傘            |
| Moon Street                                    |                             | 2000       |                       |
| Music Boat                                     |                             | 2000       |                       |
| The Quick Detective                            |                             | 2000       |                       |
| Across the Desert                              |                             | 2001       |                       |
| City Field Platoon                             |                             | 2001       |                       |
| Father and Son                                 |                             | 2001       |                       |
| Music Up                                       | Crazy for the Song          | 2001       | 我為歌狂              |
| My Life as McDull                              |                             | 2001       | 麥兜故事              |
| The Eight Immortals Crossing the Sea           |                             | 2001       |                       |
| The Fighting Against the Millennium Bug        |                             | 2001       |                       |
| Fünf Wochen im Ballon                          |                             | 2001       |                       |
| Legend of the Sacred Stone                     |                             | 2001       | 聖石傳說              |
| Chestnut Dog and Banana Fox                    |                             | 2001       |                       |
| Our Homeland                                   |                             | 2001       |                       |
| We're from North                               |                             | 2001       |                       |
| Coco-Cosin's Family                            |                             | 2002       |                       |
| Little Tiger's Way Home                        |                             | 2002       |                       |
| Master Q: Incredible Pet Detective             |                             | 2003       | 老夫子                |
| McDull, Prince de la Bun                       |                             | 2004       | 麥兜菠蘿油王子        |
| The Butterfly Lovers                           |                             | 2004       | 梁山伯與祝英台        |
| Zentrix                                        |                             | 2004       |                       |
| DragonBlade                                    |                             | 2005       | 龍刀奇緣              |
| Panda Monium                                   |                             | 2005       | 魔豆傳奇              |
| Little Soldier Zhang Ga                        | Zhang Ga, The Soldier Boy   | 2005       | 小兵張嘎              |
| Rest On Your Shoulder                          |                             | 2005       |                       |
| The Dreaming Girl                              |                             | 2005       | 夢裡人                |
| Thru the Moebius Strip                         |                             | 2005       | 魔比斯環              |
| I Go Youngster                                 |                             | 2005       |                       |
| Century Sonny                                  |                             | 2006       | 精靈世紀              |
| Devil Soldiers in Mao-er Mountain              |                             | 2006       | 帽兒山的鬼子兵        |
| Saving Mother                                  |                             | 2006       | 西嶽奇童              |
| SkyEye                                         |                             | 2006       | 天眼                  |
| The Warrior                                    |                             | 2006       | 黃飛鴻勇闖天下        |
| Tortoise Hanba's Stories                       | Hanbagui                    | 2006, 2007 | 憨八龜的故事          |
| Wanderings of Sanmao                           |                             | 2006       | 三毛流浪記            |
| The Big Fighting between Wukong and God Erlang |                             | 2007       |                       |
| Monkey King vs. Er Lang Shen                   |                             | 2007       | 孫悟空大戰二郎神      |
| Qin's Moon                                     |                             | 2007       | 秦時明月              |
| Sparkling Red Star                             |                             | 2007       | 閃閃的紅星 孩子的天空 |
| Storm Rider Clash of the Evils                 |                             | 2008       | 風雲決                |
| Young go master                                |                             | 2008       | 圍棋少年              |
| A Jewish Girl in Shanghai                      |                             | 2010       |                       |
| Piercing I                                     |                             | 2010       |                       |

## Anii 2010
| Titlu în engleză | Titlu alternativ în engleză | Year | Titlu în chineză |  |